# Touchy!
Touchy! è un singolo del gruppo musicale norvegese a-ha, pubblicato nel 1988 ed estratto dall'album Stay on These Roads.
Il brano è stato scritto da Pål Waaktaar, Magne Furuholmen e Morten Harket.

## Tracce
- 7"

1. Touchy! – 4:38
2. Hurry Home (Album Version) – 4:34